# 北海道道604号老古美小沢停車場線
北海道道604号老古美小沢停車場線（ほっかいどうどう604ごう おいこみこざわていしゃじょうせん）は、北海道岩内郡共和町内を結ぶ一般道道（北海道道）である。

## 概要

### 路線データ
- 起点：北海道岩内郡共和町老古美（北海道道66号岩内洞爺線交点）
- 終点：北海道岩内郡共和町小沢（JR北海道 函館本線 小沢駅）
- 総延長：17.717 km
- 実延長：15.466 km
- 重用延長：2.251 km

### 道路管理者
- 後志総合振興局 小樽建設管理部 共和出張所

## 歴史
- 1968年（昭和43年）3月30日 路線認定[1]。

## 路線状況

### 重複区間
- 国道5号（共和町小沢）

### 道路施設

#### 主な橋梁
- 上宿内橋（21 m、ソコナイ川、共和町老古美 - 共和町前田）
- チップサップ橋（37 m、チップサップ川、共和町南幌似）
- 中ビラ橋（63 m、第2中ビラ川、共和町小沢）
- 夏小沢橋（59 m、中ビラ川、共和町小沢）

## 地理

### 通過する自治体
- 後志総合振興局
  - 岩内郡共和町

### 交差する道路
共和町
- 北海道道66号岩内洞爺線 - 老古美（起点）
- 北海道道877号学田前田線 - 学田
- 国道5号 - 小沢（重複）

### 沿線にある施設など
共和町
- JR北海道 函館本線 小沢駅